# Chiara Lubich
Chiara Lubich (Trento, Italija, 22. siječnja 1920. – Rocca di Papa, 14. ožujka 2008.) je utemeljiteljica i predsjednica svjetskog vjerskog pokreta po imenu Pokret fokolara.
Chiara Lubich rođena je 1920. godine u radničkoj obitelji u Trentu (sjeverna Italija). Otac joj je bio uvjereni socijalist, a majka tradicionalna kršćanka. Iz tog njezinog skromnog podrijetla u tradicionalnom društvu, nije se moglo naslutiti ništa neuobičajeno. Unatoč tome što ju je jako privlačilo prodrijeti u najdublju bit stvari i otkriti istinu, počela je obavljati svoje upravo stečeno zvanje učiteljice kako bi pomogla uzdržavati obitelj. Istodobno se upisala na studij filozofije na sveučilištu u Veneciji, no osjećala je da je sve više privlači Evanđelje. Sve dok jednom, zbog naizgled slučajnog događaja, nije shvatila da je Bog zove da se potpuno daruje Njemu, što je odmah i učinila, iako još nije imala točnu predodžbu o svom pozivu. 
Tih godina rat je harao donoseći razaranja i smrt i u njezinom rodnom gradu. Upravo u tom okruženju započeli su prvi koraci Pokreta fokolara. Njezino zalaganje, temeljeno na novom otkriću evanđelja, obilježeno je dubokom humanošću, pobuđuje odnose povjerenja i solidarnosti među osobama različitih dobi, rasa, socijalnog položaja, duhovnih tradicija, ostvarujući uzajamno obogaćenje, oblikuje i podiže muškarce i žene obnovljene evanđeoskom ljubavlju. 
Chiara Lubich je protagonistica ekumenskog dijaloga, dijaloga među raznim religijama, kao i dijaloga među kulturama. Već šezdesetih godina sugovornica je važnih ličnosti, kao što su ekumenski patrijarh Carigrada Atenagora I., Dimitrije I., nadbiskupi Canterburya Ramsey, Coggan i Runcie, luteranski biskupi Dietzfelbinger, Hanselmann i Kruse, prior Taizea Roger Shultz. Otvara se i dijalog s drugim religijama: 1981. pozvana je izložiti u Tokiju svoje duhovno iskustvo pred 10.000 budista. Započinje rad na traženju zajedničkih vrednota, koji mnogo obećava, i suradnja na društvenom području koja se potom širi i na druge zemlje, sa židovima, muslimanima, budistima, hinduistima, taoistima, sikima, animistima itd.
Godine 1977. god. u Londonu je primila nagradu Templeton za promicanje religije i mira; 1981. u Londonu Križ reda sv. Augustina od Canterburya; 1984. u Istanbulu Bizantski križ, 1987. u Sieni Medalju sv. Katarine; 1988. u Augsburgu ekumensku nagradu Proslava augustovskog mira, 1994. u Trentu nagradu Žena, odgojiteljica za mir, a od 1994. je i počasna predsjednica Svjetske konferencije religija za mir (WCRP). U siječnju 2001. hinduističke udruge Shanti Ashram i Sarvadaya koje slijede principe Mahatme Gandhija dodijelile su joj nagradu "Pobornika mira" (Defender of peace). Sudjelovala je kao promatrač na izvanrednoj Sinodi biskupa u Vatikanu 1985., i 1987., a 1999. na Sinodi biskupa za Europu. Na velikom skupu Crkvenih pokreta i zajednica koji je Sveti Otac sazvao u Rimu na Duhove 1998. predstavila je svoje iskustvo uz još tri utemeljitelja.
Autorica je brojnih djela duhovnog karaktera koja su prevedena na sve glavne svjetske jezike te je 1995. u Milanu primila nagradu Talijanske udruge katoličkih pisaca i izdavača (UELCI) kao Autor godine. Posljednjih godina dobitnica je i dvanaest počasnih doktorata iz raznih znanosti na sveučilištima diljem svijeta. Počasna je građanka mnogih gradova Italije i svijeta, te dobitnica najvećeg državnog priznanja Brazila. Dobitnica je nagrade UNESCO "Odgoj za mir" 1996., a 28. svibnja 1997. održala je zapažen govor u središtu OUN-a pod naslovom: "Prema jedinstvu nacija i naroda". Godine 1988. dodijeljena joj je europska nagrada za prava čovjeka. U travnju 1999. godine posjetila je Hrvatsku, sudjelovala na "Susretu pokreta i crkvenih zajednica vjernika laika" u zagrebačkoj prvostolnici, kojeg je u prigodi njezina posjeta organizirala Nadbiskupija zagrebačka, te se susrela s biskupima Hrvatske biskupske konferencije.

## Vanjske poveznice
- Biografija na engleskom
- Pokret fokolara u Hrvatskoj  Arhivirana inačica izvorne stranice od 23. veljače 2012. (Wayback Machine)